# Callum Wilson
Callum Eddie Graham Wilson (Coventry, 27 de fevereiro de 1992) é um futebolista inglês que atua como atacante. Atualmente joga no West Ham.

## Vida pessoal
Nascido em West Midlands, é descendente de jamaicanos. Ele frequentou a Escola Presidente Kennedy em Coventry. Sua esposa chama-se Stacey, e tem dois filhos.

## Carreira
Começou sua carreira na base do Coventry City. Ele fez sua estreia no time principal em 12 de agosto de 2009 como substituto na derrota por 1 a 0 na Copa da Liga para o Hartlepool United. Ele assinou um contrato profissional, que o levou a permanecer no clube por mais uma temporada, em 16 de março de 2010. Wilson se tornou o primeiro jogador juvenil de Coventry City a ganhar o prêmio nacional de aprendiz do mês em março de 2010.

### Newcastle United
Assinou com o Newcastle United, clube da Premier League, em 7 de setembro de 2020, em um contrato de quatro anos por um valor não revelado, foi relatado pela BBC Sport que a transferência tenha custado cerca de £20 milhões, tornando-o a terceiro maior valor pago pelo Newcastle por um jogador. Ele fez sua estreia em 12 de setembro, marcando o primeiro gol na vitória por 2 a 0 fora de casa contra o West Ham United. Em 30 de janeiro de 2021, Wilson marcou seu 50º gol na Premier League na vitória por 2 a 0 sobre o Everton.
Foi convocado para a seleção principal da Inglaterra pela primeira vez em novembro de 2018 para um amistoso contra os Estados Unidos e uma partida da Liga das Nações da UEFA de 2018–19 contra a Croácia. Ele fez sua estreia em 15 de novembro, quando começou contra os Estados Unidos no Estádio de Wembley, e marcou aos 77 minutos de uma vitória por 3 a 0 com uma finalização próxima à trave. Ao fazer isso, ele se tornou o primeiro jogador do Bournemouth a marcar pela Inglaterra. Após uma ausência de três anos, ele foi convocado para a seleção da Inglaterra para a Copa do Mundo FIFA de 2022.
| Nº | Data                   | Local                                   | Oponente       | Placar | Resultado | Competição | Ref.   |
| -- | ---------------------- | --------------------------------------- | -------------- | ------ | --------- | ---------- | ------ |
| 1  | 15 de novembro de 2018 | Estádio de Wembley, Londres, Inglaterra | Estados Unidos | 3–0    | 3–0       | Amistoso   | [ 16 ] |

## Títulos
Bournemouth
- EFL Championship: 2014–15

Newcastle
- Copa da Liga Inglesa: 2024–25